# 1558 az irodalomban
Az 1558. év az irodalomban.

## Új művek
- Megjelenik Bécsben Bornemisza Péter drámája: Magyar Elektra (Tragoedia magiar nyelvenn, az Sophocles Electraiabol); Szophoklész Élektra című tragédiájának fordítása, illetve átdolgozása.
- Joachim du Bellay francia költő verseskötetei (zömmel szonettek): 
  - Róma régiségei (Les Antiquités de Rome)
  - Panaszok (Les Regrets)
  - Falusi játékok (Divers Jeux Rustiques)

## Születések
- július 11. (keresztelő) – Robert Greene angol elbeszélő, pamflet- és színműíró, „a kor egyik legsokoldalúbb tehetsége”[1]  († 1592)
- november 3. – Thomas Kyd angol drámaíró, a Spanyol tragédia (The Spanish Tragedy) szerzője († 1594)

## Halálozások
- május 17. – Francisco de Sá de Miranda reneszánsz kori portugál költő (* 1481)